# Pokal Nogometne zveze Slovenije 2015-2016
La Pokal Nogometne zveze Slovenije 2015./16. (in lingua italiana: Coppa della federazione calcistica slovena 2015-16), detta semplicemente Pokal Slovenije 2015./16., fu la venticinquesima edizione della coppa nazionale di calcio della Repubblica di Slovenia.
A vincere fu il Maribor, al suo nono titolo nella competizione.

Questo successo diede ai viola l'accesso al primo turno di qualificazione della UEFA Europa League 2016-2017.
Il capocannoniere fu Milan Kocić, del Rudar Velenje, con 4 reti.

## Partecipanti
Le 10 squadre della 1. SNL 2014-2015 sono ammesse di diritto. Gli altri 18 posti sono stati assegnati alle vincitrici e alle finaliste delle 9 coppe inter–comunali.

### Ammesse di diritto
- Celje
- Domžale
- Gorica
- Koper
- Krka
- Maribor
- Olimpia Lubiana
- Radomlje
- Rudar Velenje
- Zavrč

### Qualificate attraverso le coppe
| Coppe inter–comunali | Coppe inter–comunali | Coppe inter–comunali | Coppe inter–comunali |
| Associazione         | Squadre              | Squadre              |                      |
| -------------------- | -------------------- | -------------------- | -------------------- |
| MNZ Lubiana          | Livar                | Ilirija              |                      |
| MNZ Maribor          | Fužinar              | Pesnica              |                      |
| MNZ Celje            | Šampion Celje        | Rogaška              |                      |
| MNZ Capodistria      | Ankaran Hrvatini     | Izola                |                      |
| MNZ Nova Gorica      | Brda                 | Tolmin               |                      |
| MNZ Murska Sobota    | Veržej               | NŠ Mura              |                      |
| MNZ Lendava          | Odranci              | Hotiza               |                      |
| MNZ Goreniska-Kranj  | Triglav              | Kranj                |                      |
| MNZ Ptuj             | Drava Ptuj           | Stojnci              |                      |

### Calendario
| Turno       | Date                         | Partite | Club    |
| ----------- | ---------------------------- | ------- | ------- |
| Primo turno | 19 agosto 2015               | 11      | 28 → 16 |
| Ottavi      | 9-6 settembre 2015           | 8       | 16 → 8  |
| Quarti      | 21 ottobre - 4 novembre 2015 | 8       | 8 → 4   |
| Semifinali  | 13-14 e 20 aprile 2016       | 4       | 4 → 2   |
| Finale      | 25 maggio 2016               | 1       | 2 → 1   |

## Primo turno
Il 23 giugno 2015 si è tenuto il sorteggio per gli accoppiamenti del primo turno, a cui partecipano 24 squadre, mentre Koper, Celje, Domžale e Maribor entrano nella competizione direttamente dal Secondo Turno.

La partita tra l'NK Rogaška e l'Olimpia Lubiana non si è disputata e l'Olimpia Lubiana è stata qualificata al secondo turno. La partita era considerata ad elevato rischio sicurezza da parte della polizia locale e gli organizzatori dell'evento non era in grado di sostenere lo sforzo economico richiesto per garantire la sicurezza della partita.
| Squadra 1      | Risultato             | Squadra 2        |
| -------------- | --------------------- | ---------------- |
| 19 agosto 2015 |                       |                  |
| Rogaška        | Canc.                 | Olimpia Lubiana  |
| Hotiza         | 1 – 2 (dts)           | Drava Ptuj       |
| Livar          | 6 – 0                 | Odranci          |
| Fužinar        | 1 – 3                 | Krka             |
| Brda           | 1 – 4                 | Kranj            |
| Tolmin         | 2 – 1                 | Ankaran Hrvatini |
| NŠ Mura        | 1 – 0                 | Gorica           |
| Ilirija        | 2 – 1 (dts)           | Radomlje         |
| Izola          | 0 – 0 (dts) (2-3 dtr) | Veržej           |
| Pesnica        | 0 – 7                 | Rudar Velenje    |
| Stojnci        | 0 – 1                 | Triglav          |
| Šampion Celje  | 0 – 2                 | Zavrč            |

## Ottavi di finale
Il 21 agosto 2015 si è tenuto il sorteggio per gli accoppiamenti del secondo turno, a cui partecipano le 12 squadre vincitrici il primo turno più Koper, Celje, Domžale e Maribor.
| Squadra 1         | Risultato             | Squadra 2       |
| ----------------- | --------------------- | --------------- |
| 9 settembre 2015  |                       |                 |
| NŠ Mura           | 0 – 3                 | Celje           |
| Drava Ptuj        | 1 – 1 (dts) (5-3 dtr) | Triglav         |
| 15 settembre 2015 |                       |                 |
| Kranj             | 0 – 3                 | Koper           |
| Livar             | 1 – 3                 | Olimpia Lubiana |
| Ilirija           | 1 – 3                 | Domžale         |
| Veržej            | 0 – 4                 | Zavrč           |
| Tolmin            | 0 – 3                 | Maribor         |
| Rudar Velenje     | 3 – 2                 | Krka            |

## Quarti di finale
Il 18 settembre 2015 si è tenuto il sorteggio per gli accoppiamenti dei quarti di finale.
| Squadra 1       | Totale      | Squadra 2  | Andata     | Ritorno    |
| --------------- | ----------- | ---------- | ---------- | ---------- |
|                 |             |            | 21.10.2015 | 28.10.2015 |
| Olimpia Lubiana | 3 – 5       | Celje      | 2 – 2      | 1 – 3      |
| Zavrč           | 4 – 1       | Drava Ptuj | 1 – 1      | 3 – 0      |
| Rudar Velenje   | 1 – 3       | Maribor    | 1 – 0      | 0 – 3      |
|                 |             |            | 28.10.2015 | 04.11.2015 |
| Domžale         | 2 – 2 (gfc) | Koper      | 0 – 1      | 2 – 1      |

## Semifinali
Il 18 gennaio 2016 si è tenuto il sorteggio per definire gli accoppiamenti delle semifinali.
| Squadra 1 | Totale | Squadra 2 | Andata     | Ritorno     |
| --------- | ------ | --------- | ---------- | ----------- |
|           |        |           | 13.04.2016 | 20.04.2016  |
| Celje     | 2 – 0  | Domžale   | 1 – 0      | 1 – 0       |
|           |        |           | 14.04.2016 | 20.04.2016  |
| Zavrč     | 3 – 6  | Maribor   | 2 – 1      | 1 – 5 (dts) |

## Finale
| Arbitro: | Matej Jug (Tolmino) |

|                                                             |                      |                                                                |
| Podlogar 19’, 111’                                          | Marcatori            | 7’ Kabha 107’ Vršič                                            |
| Hadžić Miškić Vidmajer Sousa Vrhovec Kous Travner Pungaršek | Tiri di rigore 6 – 7 | Filipović Vršič Janković Tavares Novaković Kabha Viler Mertelj |

| Celje | Maribor |

### Formazioni
| P               | 12 | Matic Kotnik      |      |
| D               | 27 | Damir Hadžić      |      |
| D               | 6  | Tilen Klemenčič   | 88’  |
| D               | 30 | Tadej Vidmajer    |      |
| D               | 16 | Jure Travner      |      |
| C               | 25 | Lovre Čirjak      | 109’ |
| C               | 4  | Blaž Vrhovec      | 87’  |
| C               | 8  | Danijel Miškić    |      |
| C               | 19 | Marko Pajač       | 61’  |
| A               | 14 | Matej Podlogar    |      |
| A               | 11 | Sunny Omoregie    |      |
| A disposizione: |    |                   |      |
| P               | 1  | Amel Mujčinovič   |      |
| D               | 2  | Žiga Kous         | 88’  |
| D               | 5  | Marko Krajcer     |      |
| A               | 9  | Érico Sousa       | 109’ |
| D               | 10 | Rudi Požeg Vancaš |      |
| C               | 23 | Nino Pungaršek    | 61’  |
| C               | 32 | Janez Pišek       |      |
| Allenatore:     |    |                   |      |
| Robert Pevnik   |    |                   |      |

| P               | 33 | Jasmin Handanović    |     |
| D               | 35 | Rodrigo Defendi      |     |
| D               | 44 | Denis Šme            |     |
| D               | 28 | Mitja Viler          |     |
| C               | 70 | Aleš Mertelj         |     |
| C               | 5  | Željko Filipović     |     |
| C               | 8  | Sintayehu Sallallich | 69’ |
| C               | 24 | Marwan Kabha         |     |
| C               | 95 | Marko Janković       |     |
| A               | 14 | Jean-Philippe Mendy  | 91’ |
| A               | 20 | Gregor Bajde         | 74’ |
| A disposizione: |    |                      |     |
| P               | 1  | Aljaž Cotman         |     |
| D               | 3  | Erik Janža           |     |
| C               | 4  | Marko Šuler          |     |
| C               | 9  | Marcos Tavares       | 91’ |
| A               | 11 | Milivoje Novaković   | 74’ |
| A               | 22 | Dare Vršič           | 69’ |
| C               | 39 | Damjan Bohar         |     |
| Allenatore:     |    |                      |     |
| Darko Milanič   |    |                      |     |